# Louis Cheskin
 (février 2018).
Si vous disposez d'ouvrages ou d'articles de référence ou si vous connaissez des sites web de qualité traitant du thème abordé ici, merci de compléter l'article en donnant les références utiles à sa vérifiabilité et en les liant à la section « Notes et références ».
Louis Cheskin, né en Ukraine le 17 février 1907 et mort en 1981, est le pionnier de l'étude des motivations d'achat et de la recherche prédictive en marketing.
Il fut reconnu à titre comme un contributeur important de la naissance de la recherche en marketing.

## Biographie
Né en Ukraine le 17 février 1907, il a immigré aux États-Unis en 1921 à l'âge de 12 ans. Louis Cheskin est alors un artiste peintre. Diplômé du Lewis Institute, Institut de technologie de l'Illinois, il enseigne les arts depuis 1932 tout en poursuivant ses études à l'Université de Chicago. Il enseigne les arts dans les écoles publiques de Chicago, après l'obtention du certificat en enseignement nécessaire en 1935. Dans le cadre de sa candidature au doctorat, sa dissertation expose ses recherches sur les mesures objectives des sensations oculaires (Objective Measurements of Ocular Sensations). Dans cette dissertation, il souligne l'absence de mesures objectives (scientifiques) de l'effet produit par les couleurs et les images. Il traite aussi des forces sociales dans l'Art. En 1944, il publie Living with Art, le premier d'une quinzaine de titres qu'il signera au cours de ses trente ans de carrière. 
En 1944, il fonde la « Color Research Institute » (CRI) (of America) et, en 1950, la firme de recherche marketing « Louis Cheskin Associates » (LCA). La première recueille les données auprès des consommateurs et le seconde traite ces données et représente ses services auprès des entreprises clientes de ses services de recherche.
Il meurt d'une crise cardiaque à l’hôpital de l'université Stanford le 10 octobre 1981, à l'âge de 72 ans. La compagnie lui survivra et changera de nom en 1986 pour Cheskin+Masten.

## Découverte: Le transfert de sensation
L'approche indirecte consiste à s'assurer que l'objet réel du test demeure caché aux répondants du fait que le test est administré par une organisation sans intérêt commercial plutôt que par une firme de recherche marketing. Les répondants sont alors motivés par des intérêts personnels et ils ne réagissent pas d'une manière défensive, comme ce serait le cas face à un test d'intérêt. Par exemple, pour tester différents projets d'emballage d'un produit, on ne posera pas de questions directes aux consommateurs. On disposera les différents emballages envisagés et on demandera aux consommateurs de répondre à différentes questions au sujet, non pas de l'emballage, mais du produit lui-même, chaque consommateur effectuant inconsciemment un transfert des sensations que lui procure l'emballage en qualité du produit qu'il contient.
À la différence d'un sondage adressant aux consommateurs des questions directes sur l'objet réel du test, l'approche indirecte des réactions du marché pose des questions indirectes ne révélant pas l'objet du test.
Dans le domaine de prédilection de Louis Cheskin, celui des produits alimentaires, on pourra tester différents emballages pour un même produit en le déguisant en test de goût. Ce dernier offre toujours le même produit devant chaque projet d'emballage et les consommateurs doivent choisir le produit meilleur au goût et d'autres aspects du produit. Le test mesure alors l'efficacité de l'emballage et non pas le goût. Pour l’inconscient du consommateur, chaque emballage implique un produit différent en raison du transfert de sensation. Le chercheur peut également inclure dans son test l'emballage d'un compétiteur.

### Le Test d'associations contrôlé
Les consommateurs sont rencontrés (recrutés) sur les lieux de vente de la catégorie de produits à l'étude . Au cours de ce test, les designs ou les emballages sont disposés sur une table et l'intervieweur invite le consommateur à participer à un “petit jeu de vitesse “ où il devra associer “les différents produits” avec “différentes affirmations”. Prenez note que l'intervieweur n'informe pas les consommateurs du but réel du test; il ne demande pas aux consommateurs de juger les designs ou les emballages exposés. Il parle uniquement des produits : “Pouvez-vous associer l'un ou l'autre des produits suivants avec les affirmations que je vais faire”. Pour davantage détourner l'attention des consommateurs du but réel du test, l'intervieweur pourra ajouter : “Ce qui m'intéresse ici, c'est la rapidité avec laquelle vous pouvez associer les produits avec les affirmations”.
Le temps alloué à chaque consommateur est de 30 à 60 secondes. Le test doit se dérouler rapidement; on cherche ici la réaction spontanée des consommateurs. Pour ce faire, le nombre d'affirmations soumis à chaque consommateur sera limité à 12 affirmations bipolaires soit 6 affirmations favorables versus 6 affirmations défavorables, par exemple :
{

## Quelques succès exposés par Louis Cheskin dans ses livres (voir Publications)
Le suivi des résultats de ces tests sont à l'origine de nombreux succès pour les marques et les entreprises suivantes : Betty Crocker, Duncan Hines, Gerber, Good Luck, Nescafé, Nestle's Chocolate, Salada, Uncle Ben's, Wheaties, Crisco, Pam, Metamucil, Lux, Dove, Tide, Oxydol, Cheer, Bissel, Scott Paper Company, Alpine, Benson & Hedges, Commande, Marlboro, Parliament, McDonald's, California Walnut Growers Association, Poultry and Egg Association, USA, Prune Institute USA, Adams Pleasure Foods, Blue Star Potato Chips (Blue Star Foods), Boyer Candy (Boyer Brothers Candy), Carey Salt (Carey Salt Company), Christian Brothers Brandy, Chun King Chow Mein (Chun King Corporation), Canfield's Ginger Ale-A. J. Canfield Company, Dr. Simonsen's Dog Food, Fayo Orange Soda, Fleischmann's Gin, Henri's Salad Dressings, Hire Company, Imperial Margarine, Lever Brothers, Jeno's Pizza, J.-A. Folger & Company, Lancer A-1 Beer (Arizona Brewing Company), Lavoptik Company, North Star, Pearson's Candy, Arnold M. Niemeyer & Associates, Plenty Products Inc. (ice cream dessert), Quality Bakers of America (Miss Sunbeam), Reed & Barton, Schilling and McCormick Spice lines, Sugardale Bologna, Vienna Sausage Manufacturing Company. Ferry, Morse Seed Company, Ortho-Vent Shœ Company, Hill Brothers Shœ Company, Paul Sachs (styliste), Arlington Heights - Développement résidentiel, Realty Company of America Inc., Dental Magazine (The University Of Chicago Press), National Association of Music Merchants Inc., Consoweld Corp., General Electric du Canada, Intermatic (International Register Company), Malibu Lighting, Mars Confection, Oskey Brothers Petroleum Corporation, Lincoln Continental, Mustang, Thunderbird, Standard Oil of Indiana (American Oil Company).[réf. nécessaire]
Sur la base des résultats de ses recherches auprès des consommateurs, Louis Cheskin recommande à la margarine Good Luck de changer de couleur du blanc traditionnel vers le jaune. Il change également la matière du papier d'emballage du papier paraffiné à la feuille d'aluminium pour donner une impression de plus grande qualité au produit. Ces simples recommandations firent augmenter drastiquement les ventes et sont toujours d'usage pour nombre de margarines et de produits laitiers[réf. nécessaire].

## Publications
- Living with Art (1940, 233 pages)
- Colors: What They Can Do for You (1947, 333 pages)
- avec L.B. Ward, Indirect Approach to Market Reactions, Harvard Business Review, septembre 1948
- Notation on a Color System for Planning Color Identification (1949, 18 pages)
- Color for Profit (1951, 164 pages)
- Colours and What They Can Do (1951, 214 pages)[2]
- Color Wheel for Color Planning (1953, 4 pages)
- Color Guide for Marketing Media (1954, 209 pages)
- Cheskin Color Charts (1955, 8 pages)
- How to Predict What People Will Buy (1957, 241 pages)
- Why People Buy: Motivation Research and its Successful Application (1959)
- Basis for Marketing Decision Through Controlled Motivation Research (1961, 282 pages)
- How to Color-Tune Your Home (1962, 203 pages)
- Business Without Gambling: How Successful Marketers Use Scientific Methods (1963, 255 pages)
- Problem-Directed Men: Our Greatest Need in Business and Government (1964, 320 pages)
- Secrets of Marketing Success (1967, 278 pages)
- Marketing Success: How to Achieve It (1972)
- The Cheskin System for Business Success (1973, 250 pages)